# Hřbitov ve Volfarticích
Hřbitov ve Volfarticích je obecní pohřebiště, zřízené v sousedství místního kostela sv. Petra a Pavla na návrší nad centrem obce.

## Historie
Kostel ve Volfarticích je doložen již ve středověku a v jeho okolí se zřejmě pohřbívalo zřejmě již od jeho založení. Hřbitov původně obklopoval celý kostel. Pohřebiště bylo později redukováno pouze na severní stranu kostela, strana jižní byla zrušena a zatravněna a zachováno zůstalo pouze několik málo náhrobků při jižní stěně kostela. Hřbitov na sever od kostela byl zachován pro pohřbívání.

## Stavební podoba
Hřbitov se rozkládá na úpatí Farského vrchu, je terasovitý a má půdorys nepravidelného obdélníka. Na jihu jej ohraničuje stavba místního farního kostela sv. Petra a Pavla, z východní strany pak zahrada místní fary. Ve středu severní ohradní zdi se nachází novorenesanční kaplová hrobka rodiny Hellmichovy. Na hřbitově je několik pozoruhodných náhrobků, z nichž nejvýraznější je hrob rodiny Hilbertovy, na němž je socha lesníka téměř v životní velikosti. V západní ohradní zdi hřbitova je přízemní barokní márnice.

## Osobnosti, pohřbené na hřbitově
- Bohumil Malotín, hudebník (1927–1999)
- Josef Slavík, poslední místní farář (1916–1991)